# Chemiker-Zeitung
Die Chemiker-Zeitung (Chem.-Ztg.) war eine wissenschaftliche Zeitschrift der Chemie. Die Zeitschrift wurde 1877 von Georg Krause (1849–1927) gegründet und  herausgegeben. Im Jahre 1959 wurde die Zeitschrift Chemische Apparatur mit der Chemiker-Zeitung fusioniert, danach wurde ein eigenständiger Abschnitt „Chemische Apparatur“ unter der Redaktion von Hermann Vollbrecht fortgeführt. Ab Anfang der 1970er Jahre wurden neben wissenschaftlichen Artikeln auch aktuelle Rubriken wie „Vom Tage“, „Chemiebörse“ sowie Themen aus dem Anlagenbau, der Verfahrenstechnik, der Mess- und Regeltechnik sowie der Analysen- und Laboratoriumstechnik aufgegriffen.
Nach der Machtergreifung durch die Nationalsozialisten wurde der Chefredakteur Walter Roth (1873–1950) fristlos entlassen, die Chefredaktion übernahm Hermann Stadlinger.
1945 musste die Chemiker-Zeitung ihr Erscheinen einstellen. 1949 gründete R. Hanslian in West-Berlin die Deutsche Chemiker-Zeitschrift, die ein Jahr später mit der von Eugen Müller (1905–1976) gegründeten Zeitschrift mit dem traditionellen Titel Chemiker-Zeitung fusionierte. Chefredakteur war Ernst Baum (bis 1969), ihm folgte bis 1992 Heinz Möllinger.
1951 wurde die Chemiker-Zeitung vom Dr. Alfred Hüthig Verlag (Heidelberg) übernommen.
Im Jahre 1992 erfolgte die Fusion mit dem Journal für praktische Chemie (gegründet 1834), das 2001 in der Zeitschrift Advanced Synthesis & Catalysis aufging, die im WILEY-VCH Verlag GmbH & Co. KGaA, Weinheim,  erscheint.